# Клод, Жан
Жан Клод (фр. Jean Claude; 1619—1687) — реформатский богослов, уроженец южной Франции.

## Биография
Жан Клод родился в Ля-Совета-дю-Дро, в 60 км севернее Ажена. Учился в Монтобане.
С 1654 года был протестантским священником в Ниме, где в качестве председателя синода в 1661 году выступил против предложенной унии с католической церковью, результатом стал запрет проповедовать со стороны правительства в Нижнем Лангедоке. После отмены Нантского эдикта (1685 год) Клод покинул Францию и поселился в Гааге. Его «Réponse aux deux traités intitulés: Le perpétuité de la foi de l'église touchant l’eucharistie» (Шарантон, 1665) был написан в опровержение сочинений об этом предмете янсенистов Пьера Николя и Антуана Арно.
В ответ на защиту католической мессы он написал: «Traité de l’eucharistie contenant une réponse au livre du P. Nouet» (Амстердам, 1668) и «Réponse au livre de M. Arnauld» (Руан, 1670), a защищаясь от нападок Николя на кальвинизм — «La défense de la réformation» (Руан, 1673; П., 1844). В Гааге Клод написал «Plaintes des protestants cruellement opprimés dans le royaume de France» (Кёльн, 1686 и чаще). Сын Клода опубликовал «Oeuvres posthumes de Jean Claude» (Амстердам, 1688).